# O-アミノフェノールオキシダーゼ
o-アミノフェノールオキシダーゼ（o-aminophenol oxidase）は、次の化学反応を触媒する酸化還元酵素である。
4 2-アミノフェノール + 3 O2 {\displaystyle \rightleftharpoons } 2 イソフェノキサジン + 6 H2O
反応式の通り、この酵素の基質は2-アミノフェノールとO2、生成物はイソフェノキサジンとH2Oである。補因子としてFAD、マンガン、銅、フラボタンパク質を用いる。
組織名は2-aminophenol:oxygen oxidoreductaseで、別名にisophenoxazine synthase、
o-aminophenol:O2 oxidoreductase、2-aminophenol:O2 oxidoreductase、GriFがある。